# Epimyrma algeriana
Epimyrma algeriana är en myrart som beskrevs av Henri Cagniant 1968. Epimyrma algeriana ingår i släktet Epimyrma och familjen myror. IUCN kategoriserar arten globalt som sårbar. Inga underarter finns listade i Catalogue of Life.